# Verbandsgemeinde Speicher
Die Verbandsgemeinde Speicher ist eine Gebietskörperschaft im Eifelkreis Bitburg-Prüm in Rheinland-Pfalz. Der Verbandsgemeinde gehören die Stadt Speicher und acht weitere Ortsgemeinden an, der Verwaltungssitz ist in der namensgebenden Stadt Speicher.

## Verbandsangehörige Gemeinden
| Ortsgemeinde, Stadt       | Fläche (km²) | Einwohner |
| ------------------------- | ------------ | --------- |
| Auw an der Kyll           | 0,98         | 114       |
| Beilingen                 | 4,31         | 386       |
| Herforst                  | 3,75         | 1.228     |
| Hosten                    | 2,88         | 172       |
| Orenhofen                 | 12,04        | 1.370     |
| Philippsheim              | 0,89         | 90        |
| Preist                    | 6,42         | 734       |
| Spangdahlem               | 13,44        | 913       |
| Speicher, Stadt           | 15,36        | 3.681     |
| Verbandsgemeinde Speicher | 60,08        | 8.688     |

(Einwohner am 31. Dezember 2024)

## Geschichte
Aus den französischen Mairien und den preußischen Bürgermeistereien Auw (mit den Gemeinden Hosten und Preist) und Speicher (mit Beilingen und Herforst) entstand ab 1856 die Bürgermeisterei Speicher. Diese wurde 1927 in Amt Speicher umbenannt. Im Rahmen einer Territorialreform wurde die Verbandsgemeinde Speicher am 7. November 1970 neu gebildet, wobei die Gemeinden Spangdahlem, Philippsheim und Orenhofen hinzu kamen.

### Bevölkerungsentwicklung
Die Entwicklung der Einwohnerzahl im heutigen Gebiet der Verbandsgemeinde Speicher; die Werte von 1871 bis 1987 beruhen auf Volkszählungen:
| Verbandsgemeinde Speicher: Einwohnerzahlen von 1815 bis 2023 | Verbandsgemeinde Speicher: Einwohnerzahlen von 1815 bis 2023 | Verbandsgemeinde Speicher: Einwohnerzahlen von 1815 bis 2023 | Verbandsgemeinde Speicher: Einwohnerzahlen von 1815 bis 2023 | Verbandsgemeinde Speicher: Einwohnerzahlen von 1815 bis 2023 |
| ------------------------------------------------------------ | ------------------------------------------------------------ | ------------------------------------------------------------ | ------------------------------------------------------------ | ------------------------------------------------------------ |
| Jahr                                                         |                                                              |                                                              |                                                              | Einwohner                                                    |
| 1815                                                         | 1815                                                         |                                                              | 3.730                                                        | 3.730                                                        |
| 1835                                                         | 1835                                                         |                                                              | 5.399                                                        | 5.399                                                        |
| 1871                                                         | 1871                                                         |                                                              | 5.941                                                        | 5.941                                                        |
| 1905                                                         | 1905                                                         |                                                              | 6.041                                                        | 6.041                                                        |
| 1939                                                         | 1939                                                         |                                                              | 6.413                                                        | 6.413                                                        |
| 1950                                                         | 1950                                                         |                                                              | 6.973                                                        | 6.973                                                        |
| 1961                                                         | 1961                                                         |                                                              | 7.455                                                        | 7.455                                                        |
| 1970                                                         | 1970                                                         |                                                              | 7.908                                                        | 7.908                                                        |
| 1987                                                         | 1987                                                         |                                                              | 7.044                                                        | 7.044                                                        |
| 1997                                                         | 1997                                                         |                                                              | 7.827                                                        | 7.827                                                        |
| 2005                                                         | 2005                                                         |                                                              | 7.958                                                        | 7.958                                                        |
| 2023                                                         | 2023                                                         |                                                              | 9.175                                                        | 9.175                                                        |
|                                                              |                                                              |                                                              |                                                              |                                                              |

Zusätzlich zu den 8.688 deutschen Einwohnern leben rund 6.000 nicht meldepflichtige Amerikaner (stationiert auf der US-Air-Base Spangdahlem) in der Verbandsgemeinde.

## Politik

### Verbandsgemeinderat
Der Verbandsgemeinderat Speicher besteht aus 24 ehrenamtlichen Ratsmitgliedern, die bei der Kommunalwahl am 9. Juni 2024 in einer personalisierten Verhältniswahl gewählt wurden, und dem hauptamtlichen Bürgermeister als Vorsitzendem.
Die Sitzverteilung im Verbandsgemeinderat:
| Wahl | SPD | CDU | FDP | FW | UBL | Gesamt   |
| ---- | --- | --- | --- | -- | --- | -------- |
| 2024 | 7   | 9   | 2   | 4  | 2   | 24 Sitze |
| 2019 | 8   | 10  | 3   | –  | 3   | 24 Sitze |
| 2014 | 8   | 11  | 2   | –  | 3   | 24 Sitze |
| 2009 | 7   | 11  | 2   | –  | 4   | 24 Sitze |
| 2004 | 6   | 13  | 1   | –  | 4   | 24 Sitze |

- UBL = Unabhängige Bürgerliste e. V.

### Bürgermeister
Marcus Konrad (CDU) wurde am 1. August 2022 Bürgermeister der Verbandsgemeinde Speicher. Bei der Stichwahl am 10. April 2022 hatte er sich mit einem Stimmenanteil von 53,3 % gegen Jürgen Rauschenbach (SPD) durchgesetzt, nachdem bei der Direktwahl am 27. März 2022 keiner der ursprünglich drei Bewerber eine ausreichende Mehrheit erzielte.
Konrads Vorgänger Manfred Rodens (CDU) hatte das Amt am 1. August 2014 übernommen. Bei der Direktwahl am 25. Mai 2014 war er mit einem Stimmenanteil von 59,9 % für acht Jahre gewählt worden. Rodens Vorgänger Rudolf Becker (CDU) hatte das Amt seit 2002 ausgeübt.

### Wappen
| Wappen von Verbandsgemeinde Speicher | Blasonierung: „Innerhalb goldenem Schildbord in Schwarz eine eingeschweifte rote Spitze, darin eine wachsende goldene Ähre; vorne ein goldener Krug, hinten ein goldenes Töpferrad.“ |
| Wappen von Verbandsgemeinde Speicher | Wappenbegründung: Krug und Töpferrad sind Hinweis auf eine große Bedeutung der Tonindustrie im Gebiet der Verbandsgemeinde Speicher. Sie beruht auf den reichen Tonlagern und geht zurück bis in die römische Zeit. Im 14. Jahrhundert stand die Herstellung von Tonfabrikaten erneut in Blüte; 1485 wurde eine Bruderschaft der Krugbäcker gegründet. Nach einer Zeit des Niedergangs bekam die Tonwarenindustrie seit dem 19. Jahrhundert neuen Auftrieb. Die Ähre versinnbildlicht im Wappen die bodenständige Landwirtschaft. |

## Wirtschaft
Die Verbandsgemeinde Speicher ist von kleinen und mittelgroßen Betrieben geprägt. Größter Arbeitgeber und zugleich wichtigster Wirtschaftsfaktor ist die US-Air-Base Spangdahlem mit ca. 800 deutschen Angestellten.